# Zigoto en pleine lune de miel
Pour plus de détails, voir Fiche technique et Distribution.
Zigoto en pleine lune de miel ou La Lune de miel de Zigoto est un court métrage muet français réalisé par Jean Durand, sorti en 1912.

## Synopsis
Zigoto et Pamela sont en pleine lune de miel quand débarquent chez eux trois de leurs amis. Ne s'occupant que de sa femme, les trois complices décident d'une partie de cartes qui tourne très vite à l'orage . Bagarres, poursuites, incendie dans la cuisine qui nécessite l'arrivée des pompiers. C'est dans le cellier qu'ils trouveront la tranquillité.

## Fiche technique
- Titre original : Zigoto en pleine lune de miel
- Titre alternatif : La Lune de miel de Zigoto
- Réalisation : Jean Durand
- Scénario : Jean Durand
- Production : Société des Établissements Gaumont
- Edition : CCL
- Format : Muet - Noir et blanc - 1,33:1 - 35 mm
- Métrage : 132 m
- Genre : Comédie
- Durée : version en DVD de 5 min 50 s
- Dates de sortie : 
  -  France : 30 août 1912

## Distribution
- Lucien Bataille : Zigoto, le jeune marié
- Berthe Dagmar : Pamela, la femme de Zigoto
- Gaston Modot : Un pompier
- Edouard Grisollet : Léon, un ami de Zigoto
- Ernest Bourbon : Paul, un ami de Zigoto
- Madame Bréon : La bonne de Zigoto et Pamela
- (?) : Eugène, un autre ami de Zigoto